# CD-Molekül 38
ADP-ribosylcyclase/cADPR-Hydrolase 1 (synonym CD38) ist ein Oberflächenprotein aus der Gruppe der Hydrolasen.

## Eigenschaften
CD38 katalysiert die Reaktion von Nicotinamidadenindinukleotid (NAD) zu cADP-Ribose (cADPR) und zurück, sowie die Reaktion von NADP und Nicotinat zu Nicotinsäureadenindinukleotidphosphat und Nicotinamid. cADPR ist ein sekundärer Botenstoff. CD38 ist glykosyliert. Der Antikörper Daratumumab bindet an CD38 und wird zur Behandlung des multiplen Myeloms untersucht. CD38 wird vor allem im Pankreas, in der Leber, in den Nieren, im Gehirn, in den Hoden und Ovarien, in der Plazenta sowie von malignen Lymphomen und Neuroblastomen gebildet.